# Anton Julen
Anton Julen (ur. 20 lutego 1898 w Zermatt, zm. w sierpniu 1982 tamże) – szwajcarski biegacz narciarski i biathlonista, uczestnik Zimowych Igrzysk Olimpijskich 1924 w Chamonix.
Julen wspólnie z kolegami z reprezentacji wywalczył złoty medal w rywalizacji drużyn w zawodach patrolu wojskowego na igrzyskach w Chamonix.
Jego brat Alfons również był biathlonistą i wspólnie z nim uczestniczył w igrzyskach w Chamonix.